# Coelidiinae
Coelidiinae — підродина стрибучих комах з родини цикадки (Cicadellidae).

## Опис
Розповсюджені всюди, крім Європи. Макросетальна формула задніх стегон зазвичай дорівнює 2+2+1. 126 родів, 1300 видів.

## Список родів
Деякі роди підродини:
- Amphigonalia Young, 1977
- Ankosus Oman & Musgrave, 1975
- Bothrogonia Melichar, 1926
- Cicadella Latreille, 1817
- Evacanthus Le Peletier & Serville, 1825
- Graphocephala Van Duzee, 1916
- Homalodisca Stål, 1869
  - Homalodisca coagulata (Say, 1832)
- Oncometopia Stål, 1869
  - Oncometopia nigricans (Walker, 1851)